# Бринн Тайлер
Бринн Тайлер (англ. Brynn Tyler), настоящее имя Хейли Алисса Борден (англ. Hayley Alyssa Borden); 11 ноября 1987, Тайлер, Техас, США — американская порноактриса и модель.

## Биография
Родилась в городе Тайлер, а позже жила в Далласе. А в 2007 году переезжает в Лос-Анджелес, штат Калифорния, чтобы начать карьеру в порноиндустрии. Специализируется на ролях старшеклассницы или студентки, из-за её миниатюрного телосложения и молодой внешности. Не снимается в сценах с анальным сексом. Сделала операцию по увеличению груди — с размера «B» до «D» в 2010 году. Её интересы представляет агентство LA Direct Models.
Бринн — заядлый поклонник группы Дэйва Мэтьюса. Она поддерживает легализацию марихуаны и любит рисовать в свободное время.
По данным на декабрь 2021 года, Бринн Тайлер снялась в 260 порнофильмах.

## Премии и номинации
- 2008: CAVR Award номинация — Новичок года[3]
- 2009: XBIZ Award номинация — Новая старлетка года[4]
- 2009: FAME Award номинация — Favorite Female Rookie at this year[5]
- 2010: AVN Award номинация — Новая лучшая старлетка[6]
- 2010: AVN Award номинация — Лучшая актриса второго плана — Not Three’s Company XXX[6]
- 2011: AVN Awards номинация — Лучшая групповая лесбийская сцена — Girlvana 5 (вместе с Бриджит Би, Велисити Вон, Чарли Чейз, Кортни Каммз, Джейден Джеймс, Джулия Энн, Kirra Lynne, Мисси Стоун, Моник Александр, Никки Роудс, Raylene, Сара Ванделла, София Санти, Мэделин Мэри)[7][8]

## Избранная фильмография
- After School Special (2014)
- Camel Toe Obsessions (2013)
- Big Tits at School (2012)
- Bang Bus 36 (2011)

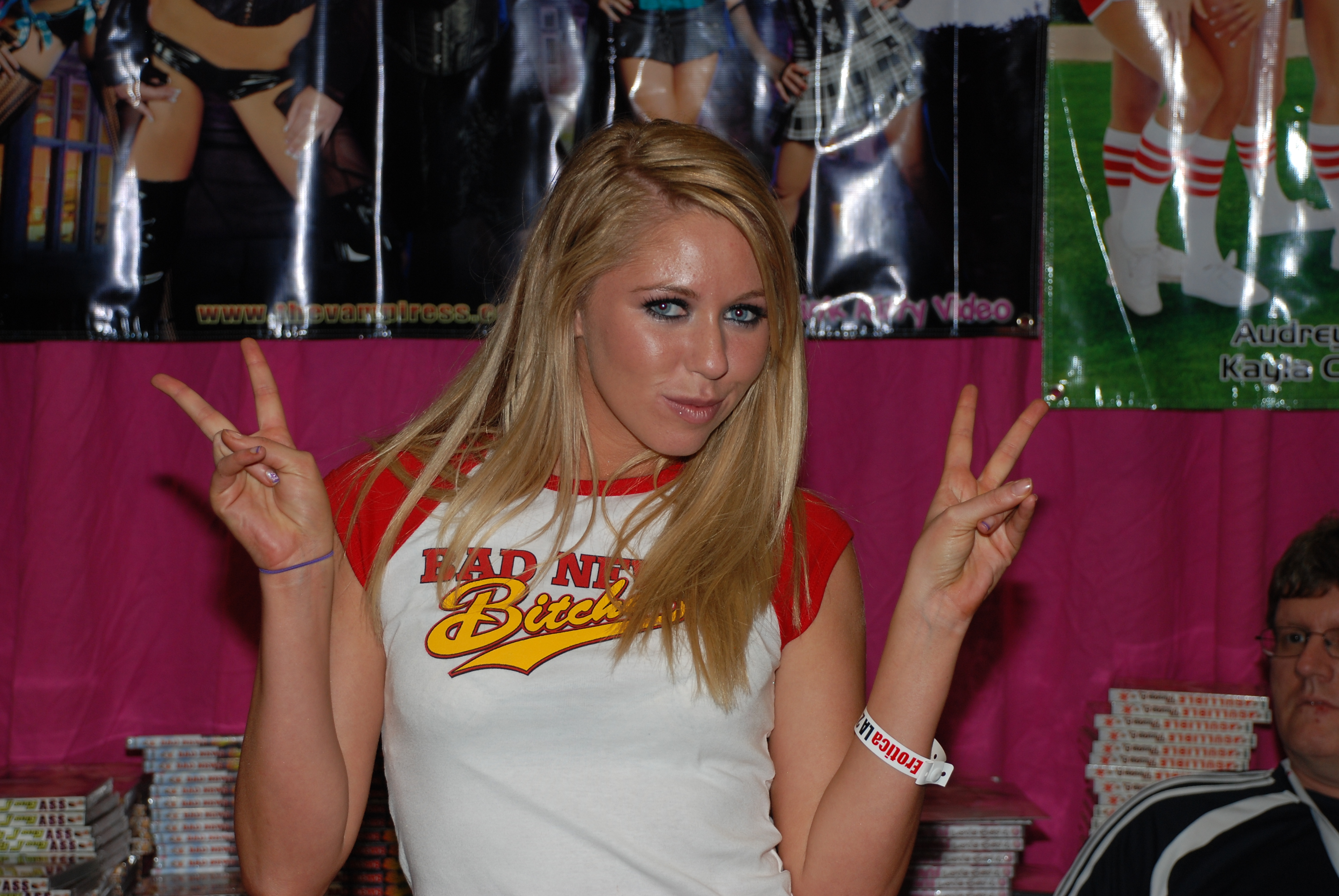
Тайлер на Erotica Los Angeles, 2009 год

- Home Improvement XXX: A Parody  (2010)
- Girlvana 5 (2009)
- House of Ass 10 (2008)[9]